# David Hasselhoff
David Michael Hasselhoff (Baltimore, 17 juli 1952) is een Amerikaans acteur die het bekendst is vanwege zijn rol in de televisieseries Knight Rider en Baywatch. Hasselhoff had als grootste droom het hebben van een professionele zangcarrière. Hoewel hij in Nederland een hit had, is hij alleen in Duitsland echt doorgebroken. Hasselhoff wordt ook wel 'The Hoff' genoemd.

## Biografie
Hasselhoff wilde vanaf zijn zevende acteren en nam toen acteer-, zang- en danslessen. Aanvankelijk dacht hij aan een carrière op Broadway, maar in Californië kreeg hij een rol in The Young and the Restless. Tot 1982 speelde hij Dr. William 'Snapper' Foster Jr. Daarna speelde hij tot 1986 in Knight Rider. In 1991 verscheen nog een televisiefilm omtrent K.I.T.T. en Michael Knight. Deze rol vertolkte hij in zijn begindagen als acteur.
Hij was ooit verloofd met actrice Roberta Leighton. Tussen 1984 en 1989 was hij getrouwd met Catherine Hickland en vanaf 1989 tot 2006 met Pamela Bach. Met haar kreeg hij twee dochters, geboren in 1990 en 1992.
Tussendoor verscheen Hasselhoff ook in films en speelde hij gastrollen in televisieseries als The Love Boat. In 1988 speelde hij in de Duitse film Starke Zeiten en ontmoette hij Jack White, een Duitse platenproducent. Tot op de dag van vandaag is Hasselhoff een succesvolle zanger in Duitsland.
Hasselhoff speelde van 1989 tot 2000 in Baywatch. In augustus 1995 redde hij een verdrinkend kind en eerder dat jaar hielp hij met het redden van een slachtoffer van een auto-ongeluk.
Als bekroning voor zijn werk, kreeg hij in 1996 een ster op de welbekende Hollywood Walk of Fame.
Hasselhoff kampt met een drankprobleem. In 2002 liet hij zich opnemen in de Betty Ford-kliniek. Hij werd in 2006 uit een café in Wimbledon, Londen gezet, vanwege overmatig drankgebruik en vechtpartijen. Van 2006 tot en met 2009 was Hasselhoff vier seizoenen te zien als jurylid in het televisieprogramma America's Got Talent. In 2009 verscheen hij als gastpresentator op de MTV awards in schijnbaar beschonken toestand. Op internet circuleren ook enkele filmpjes die zijn geschoten door zijn dochter waarin hij schijnbaar dronken is en wordt gemaand de fles te laten staan. Zijn dochter verspreidde de filmpjes in de hoop dat de blamage hem zou doen inzien dat hij op het verkeerde pad beland was.
In november 2015 beweerde Hasselhoff zijn naam veranderd te hebben in David Hoff, om figuurlijk "the hassel", wat hij omschreef als zijn verleden en de karikatuur van zichzelf, los te laten. Ook op Facebook heette zijn pagina vanaf medio november 2015 "David Hoff". Later gaf Hasselhoff toe dat het een mediastunt was om zijn werk van toen te promoten.
In 2017 werkte Hasselhoff als zanger mee aan de Vrijthofconcerten van André Rieu. Hier zong hij onder meer Looking for Freedom en Una Paloma Blanca.

## Televisie (behalve hierboven genoemde)
- The Dean Martin Show Televisieserie - Britse wachter (Episode 29 maart 1973)
- The Love Boat Televisieserie - Tom Bell (Afl., Invisible Maniac/September Song/Peekaboo, 1980)
- The Love Boat Televisieserie - Brian (Afl., Isaac and the Mermaids/Humpty, Dumpty/Aquaphobic, 1981)
- 3rd Rock from the Sun Televisieserie - Dr. Lasker (Afl., Dick and Tuck, 1999)
- Still Standing Televisieserie - Gary Maddox (Afl., Still Hairdressing, 2003)
- Anaconda III (Televisiefilm, 2008) - Hammett
- The Goldbergs; gastrol als zichzelf, 2022.

## Discografie

### Singles
| Single met eventuele hitnotering(en) in de Nederlandse Top 40 | Datum van verschijnen | Datum van binnenkomst | Hoogste positie | Aantal weken | Opmerkingen                           |
| ------------------------------------------------------------- | --------------------- | --------------------- | --------------- | ------------ | ------------------------------------- |
| Looking for freedom                                           |                       | 10-6-1989             | 22              | 6            | #31 in de Nationale Hitparade Top 100 |

| Single met hitnotering(en) in de Vlaamse Ultratop 50 | Datum van verschijnen | Datum van binnenkomst | Hoogste positie | Aantal weken | Opmerkingen  |
| ---------------------------------------------------- | --------------------- | --------------------- | --------------- | ------------ | ------------ |
| Looking for freedom                                  | 06-03-1989            | 29-04-1989            | 18              | 16           |              |
| Is everybody happy ?                                 | 12-06-1989            | 26-08-1989            | 42              | 1            |              |
| Summer go away                                       | 12-07-2019            |                       |                 |              | met Blümchen |